# Henri de Pierre-Buffière de Chamberet

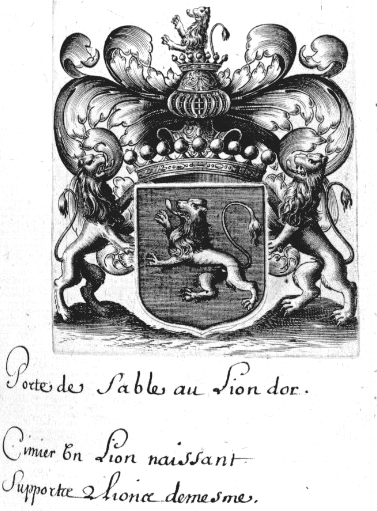
Wappen der Pierre-Buffière, 1651

Henri de Pierre-Buffière de Chamberet (* um 1593; † 26. Mai 1649 vor Libourne) war ein französischer General der Bordelaiser Frondeure bei der Belagerung von Libourne.

## Herkunft
Henri de Pierre-Buffière, Seigneur und Marquis von Chamberet (oft fälschlich erwähnt als: Marquis de Chambaret oder Marquis de Chambret), war Sohn des hugenottischen Heerführers Abel de Pierre-Buffière und seiner Gattin Anne de Pons. Er hatte einen jüngeren Bruder Charles (* etwa 3. April 1595), Gründer des bis ins 18. Jahrhundert bestehenden Familienzweiges der Barone de Prunget et Tendu et Chabenet, sowie eine ältere Halbschwester mütterlicherseits, Marguerite de Pierre-Buffière (1582–1633).

## Biografie
Frühe Laufbahn
Er war Seigneur und Marquis von Chamberet, und Chevalier de l'Ordre du Roi. Zu Zeiten des Dreißigjährigen Kriegs war er im August 1631 Capitaine einer Kompanie der königlichen Chevaux-Légers d' ordonnance, mit der er sich auf direkten Befehl Ludwig XIII. dem Maréchal de Vitri anschloss. Bekannt wurde er vor allem für seine Rolle als General im Zuge der Aufstände der Fronde parlementaire und seine tödliche Niederlage im Mai 1649.

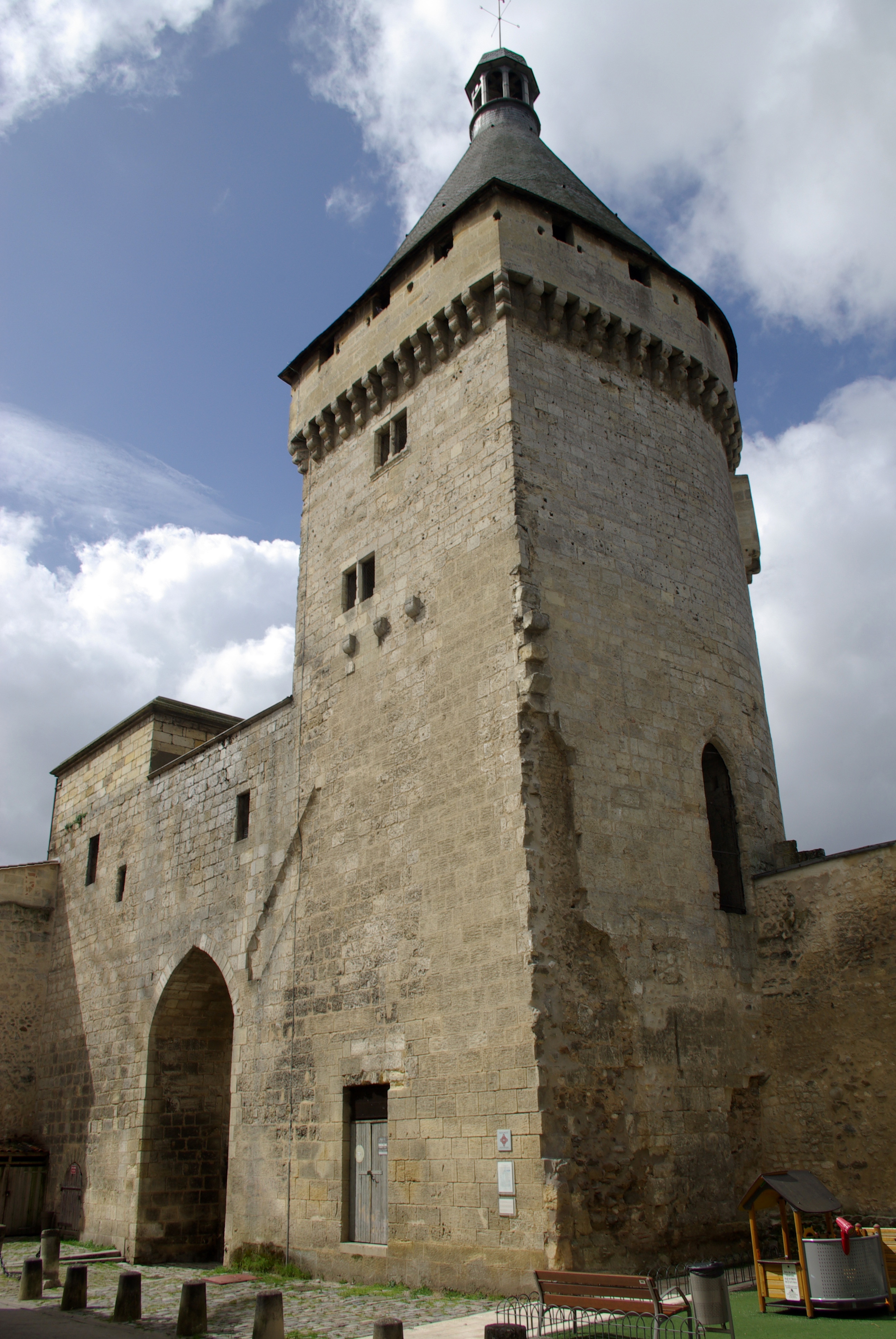
Libourne, Befestigungen

General der Fronde parlementaire in Bordeaux
Im Zuge der Parlements- und Adelsaufstände der Fronde kam es trotz des Friedens von Saint-Germain (1. April 1649) zu Erhebungen der Frondeure, sowohl in Paris als auch in den Provinzen. So erhob sich die Stadt Bordeaux, seit 1648 anlässlich umgeleiteter Weizenlieferungen erbost, gegen den Provinzgouverneur, den Duc d'Épernon, der loyaler Gefolgsmann des Regenten der Anna von Österreich, Kardinal Mazarin (Nachfolger Richelieus), war. Der in Cadillac residierende Épernon hatte die Kontrolle über strittige Landstriche und Orte (etwa das Château de Vayres und das Château de Langoiran) errungen und wollte mit Unterstützung Mazarins die Stadt Libourne ab März zur Zitadelle ausbauen, was das empörte Parlement (Justizbeamtenschaft) von Bordeaux im April 1649 dazu bewog, gegen diese Machtkonzentration eine Armee unter Befehl des Henri de Pierre-Buffière, Marquis de Chamberet, aufzustellen. Chamberet wurde mit allen Ehren empfangen und konnte das Parlement, den Amtsadel und die hungernde Bevölkerung von seiner militärischen Qualifikation überzeugen, so dass er zum Ersten General ernannt und vorab als Befreier des Volkes gerühmt wurde. Er wurde im erst kürzlich eroberten, sicheren Château du Hâ einquartiert, das ihm aber weit zu spärlich möbliert war, wonach er in ein reiches Bürgerhaus umquartiert wurde und 12 Leibwachen zugeteilt bekam. Die Miliz des Parlements umfasste anfangs etwa 3000 Mann Fußvolk, verstärkt durch etwa 200 Reiter, vier aus der Stadtbefestigung von Bordeaux entliehene schwere Kanonen (davon zwei aus Eisen) und etwa ein halbes Dutzend Kriegsschiffe.
Vorgefechte mit den Epernonisten

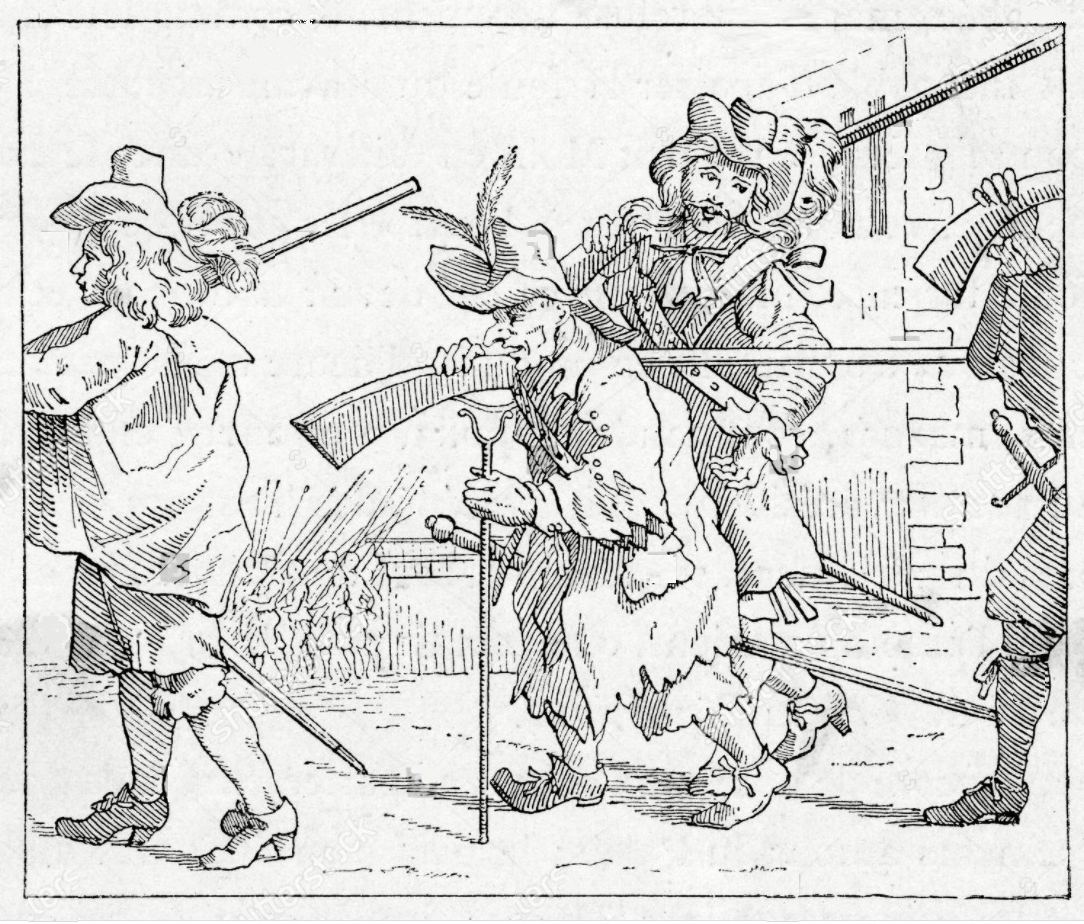
Milizen der Fronde, um 1649

Auf dem Weg nach Libourne erhöhte sich die Stärke dieser Armee durch starken Zulauf seitens des lokalen Adels, der Bevölkerung sowie durch Anschluss weiterer Parlementsmilizen beträchtlich, so dass Chamberet für die kommende Belagerung Libournes über insgesamt etwa 18.000 Frondeure verfügte. Ungeachtet eines neuerlichen Waffenstillstandsvertrags vom 1. Mai kam es rasch wieder zu offenen Feindseligkeiten. Chamberet verjagte zunächst die Epernonisten vor Bordeaux selbst bis nach Camblanes bei Quinsac, wo aus ihren Quartieren gerufene royalistische Truppen und zusammengelaufene Parteigänger des Duc d'Épernon jedoch die Frondeure wieder zurückwarfen. Chamberet schlug des Weiteren eine brandschatzende Abteilung Epernonisten bei den Dörfern La Trène, Carignan und Bouillac.

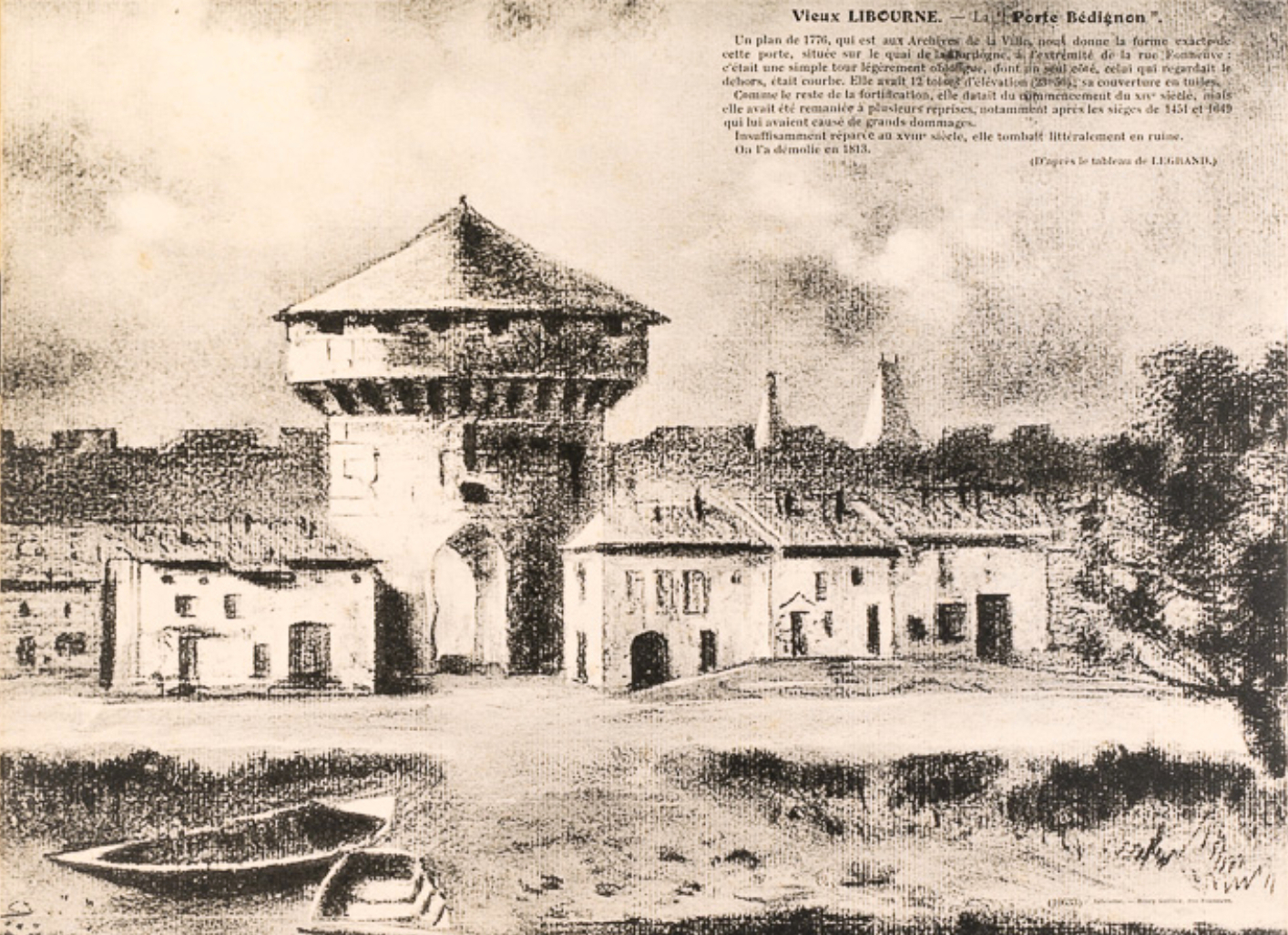
Porte de Bédignon

Am 20. Mai bei Libourne eingetroffen, gelang es Chamberets Schiffsartillerie und schweren Kanonen eine Bresche in die Mauern der belagerten Festung Libourne, nahe der Porte de Bédignon, zu schießen. Unterdessen führte der Duc d'Épernon aber weitere Truppen und Epernonisten zum Entsatz über Branne heran, und der Sturm auf die Bresche wurde daher verschoben. Der Marquis de Chamberet entsandte zwei Fregatten unter dem Kommando des Chevalier Bernard de Pichon sowie zeitgleich einen Teil der Armee unter Maréchal de bataille, Conseiller de Prunier de Saint-André  († 26. Mai 1649), um den Epernonisten den Weg abzuschneiden, aber die Schiffe liefen in der Dordogne auf Grund und mussten von den Besatzungen aufgegeben werden, so dass allein einige Reiterei das Zusammentreffen mit dem Feind erdulden musste. Falsche Informationen verführten Chamberet außerdem zur Entsendung des Regiments des Conseillers Jacques de Pichon de Muscadet gegen den vermeintlich schwachen und noch fernen Feind, was zu verlustreichen Nebengefechten führte.
Niederlage vor Libourne am 26. Mai 1649
Ein Brief des Parlementsadvokaten Constant aus Bordeaux vom 25. Mai 1649 drängte Chamberet nun zu einer schnelleren Erstürmung Libournes, die er am nächsten Tag an der Spitze von 400 Fußsoldaten und 150 Reitern begann. Nahe der Brücke Pont de Carré traf Chamberet auf 2000 Mann reguläre Infanterie und 300 Reiter der Epernonisten sowie die Garde des Duc d'Épernon und setzte dennoch den ersten Angriff fort, wobei er aber rasch erhebliche Verstärkungen durch herbeieilende Fußtruppen, vor allem aus dem Kontingent des zögerlichen Conseillers Laroche, erhielt. Épernon hatte seine zahlenmäßige Überlegenheit verstreichen lassen, und so kam es zu einem mehrstündigen Hauptgefecht. Die unerfahrenen Parlementstruppen Chamberets griffen die Garnisonstruppen an, Épernon schickte seine frischen Reserven (so das Regiment Crequi, das Regiment de la Marine und Teile des Regiments Guyenne) in die Schlacht, und als eines der ersten Opfer der Kampfhandlungen wurde der Marquis de Chamberet selbst durch drei Pistolenschüsse (wohl des Sieur de Pensens) niedergestreckt. Die Schlacht endete mit der vollständigen, angeblich durch Verräter, wie den Maréchal de camp de l'armée, François (?) de Laroque de Saint-Macaire , und Überläufer verschuldeten, Niederlage der Parlementstruppen, die einen Verlust an 3000 Gefallenen und zahlreichen Verwundeten erlitten.
Bestattung und weitere Konflikte
Der Duc d'Épernon ließ die gefangenen Frondeure, einschließlich des Conseillers André d'Andrault († 1652) mit verkehrt herum geschulterter Hellebarde, unter dem Spott der Bevölkerung barhäuptig durch die Gassen von Libourne führen. Hingegen gewährte er eine ehrenvolle Bestattung des Marquis de Chamberet. Nach Aufbahren des Leichnams im Saal des Hôtel-de-Ville erfolgte die Beisetzung im Chorraum der Kirche Saint Jean unter einer pompösen Schiefertafel zu Füßen des Sanktuariums.

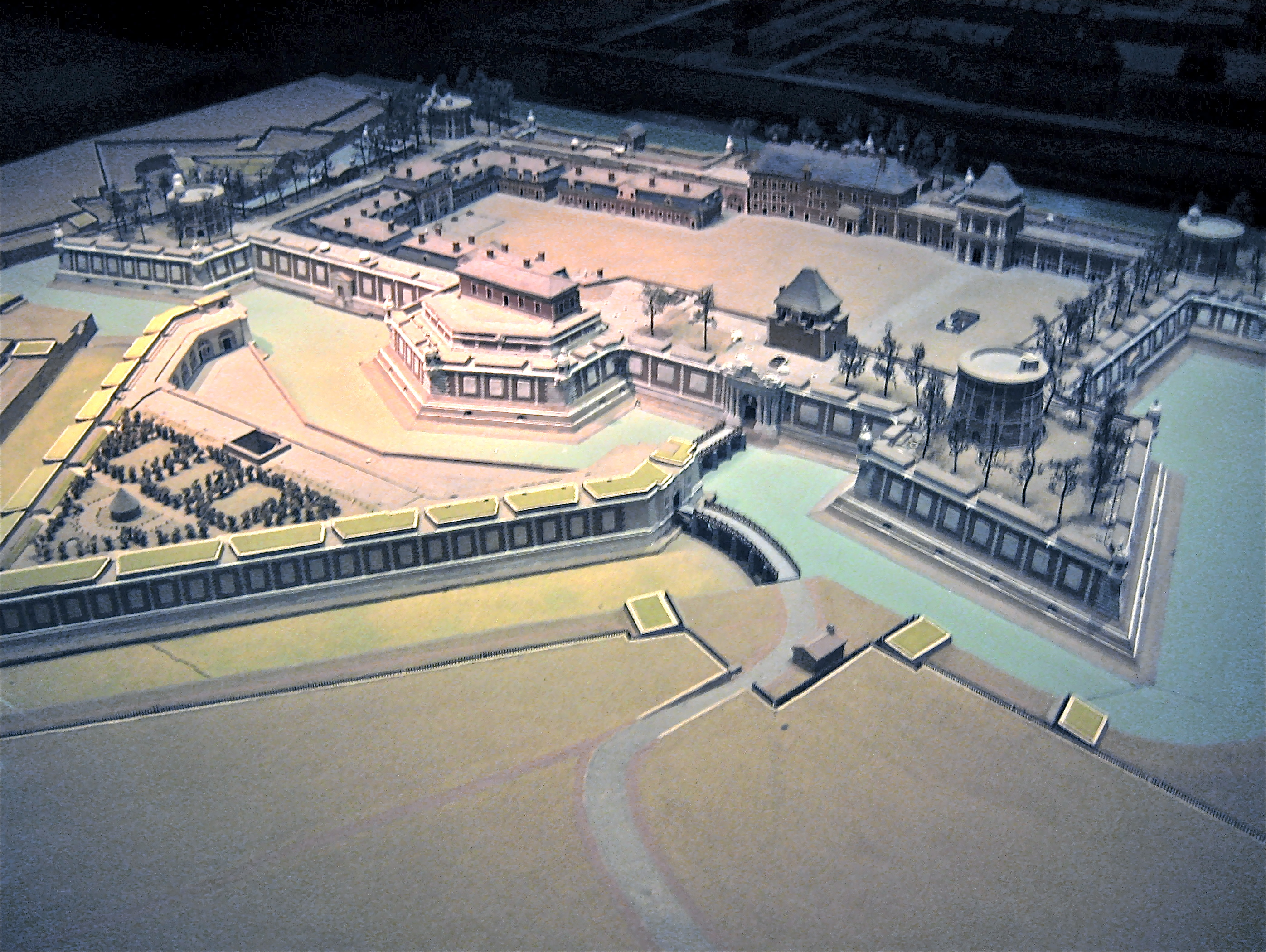
Reliefmodell Château Trompette

Nach diesen Ereignissen ließ der Épernon die flüchtigen Frondeure und Schiffe (darunter die Fregatten la Marie und la Marguerite) des Parlements entwaffnen und rückte schließlich in Bordeaux selbst ein, wobei es am 24. Juli 1649 zu weiteren Barrikadenkämpfen und Gefechten kam. Nach einer vom Bordelaiser Erzbischof erwirkten kurzen Waffenruhe brachen im August 1649 die Kämpfe erneut aus, und bis Oktober fanden innerstädtische Artillerieduelle zwischen den Epernonisten unter Du Haumont im Château Trompette und den Kanonen der Frondeure auf Türmen und Dächern statt, bis es den Bordelaisern gelang, das Château zu besetzen und zu demolieren. Im Dezember konnten die neuen Heerführer Marquis François II. de Lusignan-Galapian , Chef der Frondeurs im Agenais, und vor allem der (vom Perigord aus heimlich als Jäger verkleidet eingereiste) Abenteurer Charles-Antoine de Ferrières, Marquis de Sauvebœuf (~1596–1664, bald genannt Sauve-peuple, Retter des Volkes) dem Duc d'Épernon bei La Bastide vor Bordeaux eine empfindliche Niederlage (600 Gefallene, Verlust der Kriegskasse mit 300.000 Livre) zufügen. Am 26. Dezember wurde auf Ersuchen des Prince de Condé ein Friedensschluss durch Anna von Österreich gewährt.
Weitere Beteiligung von Pierre-Buffières Nachkommen an der Fronde der Prinzen in Bordeaux
Zwei Tage nach dem Eintreffen des (von Sauvebœuf und Lusignan eingeladenen) spanischen Unterhändlers Baron Charles de Vatteville (Gouverneur der spanischen Grenzfestung San Sebastian in Gipuzkoa) wurde am 18. Januar 1650 in der Kathedrale von Bordeaux von den Mitgliedern des Parlements eine feierliche Totenmesse zum Gedenken an den gefallenen General Henri de Pierre-Buffière de Chamberet, im Beisein seines trauenden Sohnes abgehalten. Baron Vatteville wurde vom Parlement aber noch im selben Monat ausgewiesen, um den Friedensvertrag mit der Krone einzuhalten.
Im Zuge von wieder aufflammenden Unruhen, aufgrund des Einflusses der Condéisten auf das Parlement, kam es im Juni 1650 zu Gefechten um den Besitz von Isle-Saint-Georges und zur erfolgreichen Eroberung von Libourne. Der royalistische Marschall Charles de La Porte, Duc de La Meilleraye, ein äußerst geschickter Kommandeur der Artillerie, besiegte jedoch rasch die Frondeure in Libourne und nahm deren Anführer Pichon gefangen. Danach belagerte Meilleraye bis Oktober 1650 erfolglos die Stadtmauern von Bordeaux, wonach wieder ein kurzlebiger Friedensvertrag geschlossen wurde. Ein Austausch des in Isle-Saint-Georges gefangengenommenen Comte de Canolles, Lieutenant-colonel des Régiment de Navailles, gegen den Frondeur Pichon scheiterte jedoch wegen der Unnachgiebigkeit Mazarins, und die Gefangenen wurden jeweils durch den Strick hingerichtet. Das zornige Volk von Bordeaux erhängte daraufhin sämtliche im Château du Hâ gefangen gehaltenen Royalisten.
1651 verbündeten sich die radikal anti-royalistische Bordelaiser Frondeurpartei der Ormisten sowie der Prince de Condé ganz offen mit Spanien, und Sauvebœuf führte mehrere erfolgreiche Scharmützel gegen die Royalisten durch. Mit der Garnison des Château Levesque eroberte er am 15. Dezember 1651 die Abtei Chancelade. Die Revolte der Fronde entwickelte sich durch die Politik der Prinzen nun zu einem offenen Bürgerkrieg gegen die französische Zentralregierung.
Nach Straßenschlachten im Juni 1652 (3000 bewaffnete Ormisten) machte das Parlement von Bordeaux, ungefähr im Juli, neben Marquis de Lusignan (⚭ 28. Mai 1621 Jeanne d'Escodéca de Boisse; geköpft 15. November 1656 in La Réole) erneut einen Verwandten Henris, eventuell seinen schon 1649 beteiligten Sohn Jean-Charles und/oder wahrscheinlicher seinen Cousin, Benjamin de Pierre-Buffière, Marquis de Chambret (Neffe des Abel de Pierre-Buffière), zum Anführer eines Milizionär-Regiments bei der Abwehr einer Belagerung.
Am 27. Juli 1652 belagerte seinerseits der Prinz Conti mit seinen, auch aus Bordeaux stammenden Frondeuren (Milizen de la Réole, Regiment Lusignan de Galapian) die Stadt Rions. Anfang August 1652 setzte die spanische Flotte zur Unterstützung etwa 1000 unter spanischer Flagge stehende irische Söldner an Land ab. Am 30. Oktober wurde Conseiller Andrault von Ormisten angeschossen, die ihn verdächtigten, als Gesandter des Parlements Friedensverhandlungen mit den Royalisten voranzutreiben.
Nach dem 21. März 1653 wurden, im Vertrauen auf spanische Hilfsgelder, zehn neue Regimenter (mit den Namen Condé, Enghien, Conti, la Princesse, Bouillon, Rochefoucauld, Alt-Lusignan, Jung-Lusignan, Sauvebœuf und Pierre-Buffière, letzteres durch Mithilfe der Sieurs Ithier (de Boisse?) und Armentary aus Stadtbewohnern des Viertels Saint-Michel) ausgehoben. Für den vorgesehenen Vertrauensposten als Oberbefehlshaber wurde der junge Marquis de Chamberet aber als ungeeignet erachtet.
Nach Abzug des Colonel Dillon, dem Operationschef der in der Guyenne stehenden irischen Söldner, aus Bordeaux wegen ernsten Auseinandersetzungen mit Comte de Marchin (Befehlshaber für Prinz Condé) im Mai 1653 und einer Verschwörung des Jean de Rochefort de Saint-Angel, Marquis de Théobon, mit dem royalistischen General Vendôme, zur Ermordung Marchins (unter Beteiligung des Jacques de Filhot), wurde dem Marquis de Chambaret jedoch die Leitung des Kriegs- und Sicherheitsrates des Parlements anvertraut.
Am 31. Juli 1653 ergab sich das rebellische Bordeaux anlässlich der Großoffensive königlicher Truppen unter den Generälen Vendôme und Candale, was noch eine Intervention durch die spanische Flotte in der Schlacht bei Bordeaux (1653) zur Folge hatte. 1654 bezog das Parlement von Bordeaux wegen der Pest vorübergehend Exil in der Kleinstadt La Réole.

## Familie und Nachkommen
Henri de Pierre-Buffière, Marquis von Chamberet, heiratete am 16. Mai 1614 Françoise de Pierre-Buffière aus einem anderen Zweig der Familie, Tochter des Charles de Pierre-Buffière, Vicomte de Comborn, Baron de Châteauneuf, und der Philiberte de Gontaut-Biron. Das Paar hatte einige Nachkommen:
- Jean, Tonsur zum Mönch 1625[19]
- François, Tonsur zum Mönch 1639
- Jean-Charles, 1626 Seigneur et Vicomte de Comborn, Marquis de "Chambret"[20]. Erhält 1627 Güter seines Vorfahren François; ⚭ 22. Mai 1642[21] Marie de Castelnau, Schwester des Castelnau-Bochetel, Sieur de Mauvissière
  - Anne de Pierre-Buffière, Marquise de Chamberet († 1720 Paris), Begleitdame der Dauphine Maria Anna Victoria von Bayern; ⚭ François, comte de La Baume, marquis de Forsac, mit Nachkommen